# Ciclismo en los Juegos Suramericanos de 2014 – Time Trial femenino
La prueba de BMX: Time Trial Femenino de ciclismo BMX en Santiago 2014 se llevó a cabo el 8 de marzo de 2014 en la Pista BMX Santiago 2014. Participaron en la prueba 10 ciclistas.

## Resultados
| Rank              | Nacionalidad | Ciclista          | Tiempo Total | Diferencia |
| ----------------- | ------------ | ----------------- | ------------ | ---------- |
| Medalla de oro    | Colombia     | Mariana Pajón     | 36.934       |            |
| Medalla de plata  | Argentina    | Gabriela Díaz     | 38.330       | +1.396     |
| Medalla de bronce | Venezuela    | Stefany Hernández | 38.450       | +1.516     |
| 4                 | Argentina    | Mariana Díaz      | 38.576       | +1.642     |
| 5                 | Brasil       | Thaynara Morosini | 40.572       | +3.638     |
| 6                 | Ecuador      | Mariana Mantilla  | 41.873       | +4.939     |
| 7                 | Chile        | Belén Tapia       | 42.067       | +5.133     |
| 8                 | Colombia     | Andrea Escobar    | 42.370       | +5.436     |
| 9                 | Chile        | Rosario Aguilera  | 43.561       | +6.627     |
| 10                | Brasil       | Bianca Hijano     | 57.065       | +20.131    |